# Championnats d'Europe de pentathlon moderne 2018
Navigation
Championnats d'Europe 2017 Championnats d'Europe 2019
La vingt-septième édition des championnats d'Europe de pentathlon moderne 2018, a lieu du 17 au 23 juillet 2018 à Székesfehérvár, en Hongrie.

## Médaillés

### Hommes
| Épreuves    | Or                                                            | Or        | Argent                                               | Argent    | Bronze                                                       | Bronze    |
| ----------- | ------------------------------------------------------------- | --------- | ---------------------------------------------------- | --------- | ------------------------------------------------------------ | --------- |
| Individuel  | Valentin Prades                                               | 1 484 pts | Ádám Marosi                                          | 1 482 pts | Joseph Choong                                                | 1 468 pts |
| Par équipes | France- Valentin Prades - Christopher Patte - Valentin Belaud | 4 367 pts | Hongrie- Gergely Regos - Bence Demeter - Ádám Marosi | 4 325 pts | Ukraine- Pavlo Tymoshchenko - Yuriy Fedechko - Denys Pavlyuk | 4 309 pts |
| Relais      | France- Simon Casse - Brice Loubet                            | 1 476 pts | Allemagne- Matthias Sandten - Marvin Dogue           | 1 471 pts | Lettonie- Ruslan Nakonechnyy - Pavel Svecovs                 | 1 458 pts |

### Femmes
| Épreuves    | Or                                                            | Or        | Argent                                               | Argent    | Bronze                                                | Bronze    |
| ----------- | ------------------------------------------------------------- | --------- | ---------------------------------------------------- | --------- | ----------------------------------------------------- | --------- |
| Individuel  | Marie Oteiza                                                  | 1 366 pts | Kate French                                          | 1 357 pts | Sarolta Kovács                                        | 1 347 pts |
| Par équipes | Hongrie- Sarolta Kovács - Zsófia Földházi - Tamara Alekszejev | 4 026 pts | Irlande- Natalya Coyle - Sive Brassil - Eilidh Prise | 3 975 pts | France- Marie Oteiza - Julie Belhamri - Manon Barbaza | 3 969 pts |
| Relais      | Biélorussie- Volha Silkina - Irina Prasiantsova               | 1 372 pts | Irlande- Kate Coleman Lenehan - Eilidh Prise         | 1 371 pts | Russie- Ekaterina Khuraskeva - Svetlana Lebedeva      | 1 371 pts |

### Mixte
| Épreuves | Or                                     | Or        | Argent                                        | Argent    | Bronze                                  | Bronze    |
| -------- | -------------------------------------- | --------- | --------------------------------------------- | --------- | --------------------------------------- | --------- |
| Relais   | France- Marie Oteiza - Valentin Prades | 1 462 pts | Italie- Alessandra Fressa - Valerio Grasselli | 1 451 pts | Hongrie- Sarolta Kovács - Bence Demeter | 1 443 pts |

## Tableau des médailles
Pays organisateur
| Rang  | Nation          | Or | Argent | Bronze | Total |
| ----- | --------------- | -- | ------ | ------ | ----- |
| 1     | France          | 5  | 0      | 1      | 6     |
| 2     | Hongrie         | 1  | 2      | 2      | 6     |
| 3     | Biélorussie     | 1  | 0      | 0      | 1     |
| 4     | Irlande         | 0  | 2      | 0      | 2     |
| 5     | Grande-Bretagne | 0  | 1      | 1      | 2     |
| 6     | Allemagne       | 0  | 1      | 0      | 1     |
| 6     | Italie          | 0  | 1      | 0      | 1     |
| 8     | Lettonie        | 0  | 0      | 1      | 1     |
| 8     | Russie          | 0  | 0      | 1      | 1     |
| 8     | Ukraine         | 0  | 0      | 1      | 1     |
| Total | Total           | 7  | 7      | 7      | 21    |